# Маари, Гурген
Гурген Маари (арм. Գուրգեն Գրիգորի Աճեմեան; 1 августа 1903, Ван — 17 июня 1969, Паланга, Литовская ССР) — армянский писатель, публицист, заслуженный деятель культуры Армянской ССР.

## Биография
Родился в городе Ван Западной Армении, в семье учителя. Брат писателя Хорена Аджемяна. Начальное образование получил в армянских школах «Еремян» и «Норашен». После начала геноцида армян в 1915 году бежал в Восточную Армению, вырос в приютах Дилижана и Еревана.
Учился на историко-литературном факультете Ереванского университета.
Печатался с 1917 года. В 1929 году опубликовал книгу рассказов «О любви, ревности и садовниках Ниццы», трилогию «Детство» (1929), «Юность» (1930), «На пороге молодости» (1955), в 1966 году — исторический роман «Горящие сады», в 1968 году — книгу мемуаров «Чаренц-намэ».
9 августа 1936 года был арестован и летом 1938 года осуждён на 10 лет лагерей по обвинению в «террористической деятельности» и намерении «отделить Армению от Советского Союза», в 1948 году сослан в Красноярский край. В 1954 году реабилитирован.
К ряду произведений о сибирских лагерях относятся «Черная личность» (1964) , «Колючая проволока в цвету» (1968) и «Армянская бригада» (1964)

## Издания в русских переводах
- Маари Г. Детство : Роман / Пер. с армянск. –– М.: Художественная литература, 1966. –– 336 с.
- Маари Г. Юность : Роман / Пер. с армянск.. –– М.: Советский писатель, 1978. –– 312 с.
- Маари Г. Горящие сады : Роман / Пер. с армянск.. –– М.: Текст/Журнал «Дружба народов», 2001. –– 559 с., обл.
- Маари Г. Ночь : Рассказ / Пер. с армянск. // Дружба народов. 1989. № 1. –– С. 156––164.

## Награды
- Орден «Знак Почёта» (05.08.1963).
- Медаль «За трудовое отличие» (27.06.1956).
- Заслуженный деятель культуры Армянской ССР.